# Best Boys 2
Best Boys 2 – dwunasty album zespołu Boys wydany w maju 1998 roku w firmie fonograficznej Green Star. Jest to druga część największych przebojów tego zespołu w latach 1991–1997.

## Lista utworów
1. "Jagódka" (muz. ludowa, sł. Marcin Miller)
2. "Nocą się zaczęło" (muz. Igor Giro, sł. Marcin Miller)
3. "Bawmy się" (muz. ludowa, sł. Marcin Miller)
4. "Łobuz" (muz. ludowa, sł. Marcin Miller)
5. "Twe oczy" (muz. i sł. Marcin Miller)
6. "Agnieszka" (muz. Igor Giro, sł. Marcin Miller)
7. "Kochana uwierz mi" (muz. i sł. Marcin Miller)
8. "Tylko ty" (muz. i sł. Marcin Miller)
9. "Chłop z Mazur" (muz. Igor Giro, sł. Marcin Miller)
10. "Jesteś szalona" (muz. Janusz Konopla, sł. Marcin Miller, Janusz Konopla)
11. "Dlaczego" (sł. Marcin Miller)
12. "Powiem ci" (muz. i sł. Marcin Miller)